# The Rack
The Rack er en amerikansk stumfilm fra 1915 af Emile Chautard.

## Medvirkende
- Alice Brady som Mrs. Gordon
- Milton Sills som Tom Gordon
- June Elvidge som Louise Freeman
- Chester Barnett som Jack Freeman
- Doris Kenyon som Effie McKenzie